# Albanizzazione
Con il termine albanizzazione si intende la politica di assimilazione culturale mirata a imporre l'egemonia della lingua e della cultura albanesi nei gruppi etnici non albanesi.
È utilizzato per indicare alternativamente:
- Il processo - volontario o forzato - di assimilazione culturale nel quale delle popolazioni o delle singole persone non albanesi o parzialmente albanesi divengono albanesi
- Il fenomeno appropriativo di inserimento nella storia o nella cultura albanese di opere o personaggi totalmente o parzialmente non albanesi o comunque di non chiara identificazione nazionale

## Il caso del Kosovo
Il concetto è comunemente riferito alla recenti vicende storiche del Kosovo.
 In occasione dei censimenti nella ex-Jugoslavia, molti rom furono registrati come d'etnia "albanese", in quanto identificavano se stessi con la cultura albanese di religione islamica, in contrapposizione alla cultura cristiana dei serbi.. L'albanizzazione è anche avvenuta con i Torbesh, una minoranza slava di religione musulmana presente nella Repubblica di Macedonia e nella confinante Albania, e quella dei gorani, presenti nel Kosovo meridionale, che hanno spesso albanizzato i propri cognomi.

## Nella Repubblica di Macedonia
Riza Memedovski, capo di un'organizzazione islamica macedone nella Repubblica di Macedonia, accusò il partito macedone della minoranza albanese, il Partito per la Prosperità Democratica, di cercare di creare una "... albanizzazione della Macedonia occidentale.".

## In Albania
Durante il regno di Zog e il regime comunista, il governo albanese incoraggiò l'albanizzazione della minoranza greca radicata nell'Albania meridionale (nel territorio noto anche come "Epiro settentrionale", specialmente tra i Greci).

Lo status di minoranza fu limitato a coloro che vivevano in 99 villaggi nelle zone di confine del sud, escludendo così le concentrazioni importanti di insediamenti greci a Valona (forse 8.000 persone nel 1994) e nelle aree limitrofe, lungo la costa, in antiche città greche come ad esempio Himara, e i Greci etnici che vivono altrove in tutto il Paese. Villaggi misti al di fuori di questa zona designata, anche quelli con una netta maggioranza di etnia greca, non furono considerate aree di minoranza e, pertanto, fu negato loro qualsiasi uso in ambito culturale ed educativo della lingua greca. Inoltre, molti greci furono allontanati con la forza dalle zone di minoranza e trasferiti in altre parti del paese, come risultato della politica demografica comunista, un elemento importante e costante fu quello di prevenire le ragioni etniche del dissenso politico. I toponimi greci furono cambiati con nomi albanesi o albanizzati, mentre l'uso della lingua greca, fu vietato al di fuori delle zone di minoranza.
Nel 1967 il Partito del Lavoro d'Albania iniziò la campagna di sradicamento della religione organizzata. In questo periodo furono danneggiate e distrutte molte chiese e moschee, e vietati molti libri in lingua greca a causa dei loro temi religiosi. Tuttavia, è spesso impossibile distinguere nella repressione del regime tra le motivazioni ideologiche e quello etno-culturali. Le relazioni tra albanesi e greci presenti in Albania rimasero buone. Tanto che l'ultimo ministro della difesa del regime comunista fu Simone Stefani, membro della minoranza greca.
Anche la minoranza bulgara in Albania fu gradualmente albanizzata.